# Neutronenaktivierungsanalyse
Die Neutronenaktivierungsanalyse (NAA) ist eine kernphysikalische Methode zur quantitativen Analyse der Element- oder Isotopenzusammensetzung von selbst kleinsten Proben aller Art, die dazu mit Neutronen bestrahlt werden. Die zu bestimmenden Atomkerne (Analytkerne) der Probe treten mit den Neutronen in Wechselwirkung und es können, in Abhängigkeit von der Art der Kernreaktion, verschiedene Produkte entstehen. Dieser Vorgang, der in einem Forschungsreaktor oder mit Hilfe einer anderen Neutronenquelle durchgeführt wird, heißt Neutronenaktivierung. Die entstandenen Aktivierungsprodukte können radioaktiv sein und zerfallen dann mit ihrer charakteristischen Halbwertszeit. Sowohl bei Aktivierung als auch beim Zerfall wird Strahlung mit ebenfalls charakteristischen Energien frei, die zur Analyse benutzt wird.

## Ablauf

Zeitlicher Verlauf der Aktivität eines gebildeten Indikatornuklids in einer mit Neutronen bestrahlten Probe.

Meist läuft die Neutronenaktivierungsanalyse in vier Phasen ab.

### Bestrahlung
Am häufigsten werden thermische Neutronen zur Aktivierung verwendet. Die meisten Targetkerne weisen für Neutronen dieses Energiebereichs günstige Einfangquerschnitte auf und liefern daher eine gut messbare Ausbeute an Aktivierungsprodukten. Es kann aber auch mittels epithermischer oder schneller Neutronen aktiviert werden.

### Abklingphase
Durch die Dauer der Abklingphase lässt sich steuern, ob man bevorzugt Aktivierungsprodukte mit langen oder kurzen Halbwertszeiten messen will. Durch geeignete Wahl der Aktivierungs- und Abklingzeiten können in vielen Fällen spektrale Interferenzen ausgeschlossen werden.

### Messphase
Mittels Gammaspektrometrie wird ein Gammaspektrum der bestrahlten Probe aufgezeichnet. Aus der Lage der peakförmigen Signale im Gamma-Spektrogramm lässt sich die Art der vorhandenen Aktivierungsprodukte ablesen. Die Höhe der Signale steht in Zusammenhang mit der Menge. Über einen internen Standard oder eine Kalibrierungsreihe kann auf die Ausgangsmenge an Analyt geschlossen werden.

### Analysephase
Mittels Computer wird nun die gewonnene Information analysiert und über mathematische Algorithmen in Graphen umgerechnet.

## Varianten
Es existieren mehrere Varianten der Neutronenaktivierungsanalyse:
- Prompte-Gamma-Aktivierungsanalyse (PG-NAA oder PGAA): Hierbei werden die Energien der bei der Aufnahme der Neutronen in den Atomkern freigesetzten sogenannten prompten Gammaquanten bestimmt und ihre relativen Intensitäten gemessen. Hierzu sind spezielle Messplätze erforderlich, die die gleichzeitige Neutronenbestrahlung und Gammastrahlenmessung erlauben.
- Instrumentelle Neutronenaktivierungsanalyse (INAA): Die klassische zerstörungsfreie Neutronenaktivierungsanalyse, bei der die Aktivität der erzeugten Radionuklide gemessen wird. Dieses Verfahren erlaubt die Aktivierung in einem Reaktor und anschließende Analyse an einem anderen Ort.
- Radiochemische Neutronenaktivierungsanalyse (RNAA): Hier erfolgt eine chemische Abtrennung vor oder nach der Bestrahlung. Dadurch wird die Aktivität anderer Elemente von der Messung ausgeschlossen. Das Verfahren ist somit sehr empfindlich, also für Analyt-Isotope in niedriger Konzentration geeignet.
- Verzögerte-Neutronen-Aktivierungsanalyse (DNAA, engl. delayed): Messung verzögerter Neutronen, die nach einer Kernreaktion von den noch angeregten Kernen freigesetzt werden. Das Verfahren wird besonders zur Analyse spaltbaren Materials eingesetzt.

## Stellenwert und Leistungsfähigkeit
Die sich ab 1951, nachdem die Amerikaner Taylor, Havens und Anderson damit begonnen hatten, Gamma-Strahlung zur Analyse von Spurenelemente zu benutzen, entwickelnde Neutronenaktivierungsanalyse gestattet die quantitative Elementbestimmung in sehr verschiedenartigen Probenmaterialien, die teilweise nur mit erheblichem Aufwand aufzuschließen wären (Gesteine, Legierungen), oder deren Zerstörung unerwünscht wäre (archäologische Artefakte und Kunstgegenstände). Bei letzteren kommt der Vorteil zum Tragen, dass die NAA mit kleinsten Probenmengen das Auslangen finden kann. Bei vielen Elementen (beispielsweise Gold und Arsen) ist die Erfassung winziger Spuren möglich. Die exzellente Leistungsfähigkeit der Neutronenaktivierungsanalyse kommt auch dadurch zustande, dass nicht unbedingt eine Probenvorbereitung (mit der damit verbundenen Kontaminationsgefahr) erforderlich ist.
Gemälde können auch durch eine Neutronenautoradiografie, eine Variante der Neutronenaktivierungsanalyse, untersucht werden. In letzter Zeit wurde diese Methode erfolgreich bei der Untersuchung mehrerer Werke alter Meister angewendet, so beispielsweise bei Rembrandts „Susanna im Bade“ und „Porträt eines Mannes im Militärkostüm“, Tizians „Mädchen mit der Fruchtschale“ und Vermeers „Junge Dame mit Perlenhalsband“.
Nachteilig ist der hohe instrumentelle Aufwand. Die höchste Leistung wird nur bei hohen Neutronenflussdichten erreicht. Dazu muss ein Forschungsreaktor zur Verfügung stehen. Kleinere Neutronenquellen sind erheblich einfacher zu handhaben. Dafür sind sie in ihren Leistungsparametern eingeschränkt, für viele Untersuchungen aber gleichwohl geeignet. Nachteilig ist auch, dass je nach Bestrahlung und Zusammensetzung der Probe für längere Zeit eine Restaktivität erhalten bleiben kann.
An einer Haarprobe von Napoléon, entnommen am Tage nach seinem Tode (5. Mai 1821), wurde 1961 mittels Neutronenaktivierungsanalyse nachgewiesen, dass er sukzessive mit Arsen vergiftet wurde. Durch die abschnittsweise Analyse einer 13 cm langen Strähne, konnte man, entsprechend dem natürlichen Wachstum der Haare, zeigen, dass er während einer einjährigen Phase Arsen mit Unterbrechungen verabreicht bekam und zu welchen Zeitpunkten dies geschah. Allerdings gibt es auch Zweifel an dieser Theorie.
Zur Untersuchung des Mordfalls Bouchard in Kanada wandten Atomwissenschaftler erstmals die Methode der Neutronenaktivierungsanalyse in der Kriminalistik an, wobei sie ein einzelnes Haar in der Hand des 1958 getöteten Mädchens Gaetane Bouchard mit den Haaren ihres Mörders, dem Angelgerätehändler John Jakob Vollman, verglichen. Pionier auf dem Gebiet dieser NAA-Anwendung war 1955 der kanadische Chemiker Robert E. Jervis (* 1927 in Toronto), der mit seinem Schüler Auseklis K. Perkons ab 1958 zahlreiche Haarvergleiche an der Universität Toronto durchführte. Etwa zur gleichen Zeit führte Vincent P. Guinn, der Leiter des Activation Analysis Program der General Atomics in den USA kriminalistische Spurenuntersuchungen von Lack, Glas, Autogummi, Pulver, Plastikmaterialien, Fetten und Holz mit Hilfe der Neutronenaktivierungsanalyse durch. Auch im Mordfall Pamela Mason (1964) war Jervis als Sachverständiger für die durch die Chemiker Michael Hoffman und Maynard Pro durchgeführten NAA-Analysen geladen.
In der Archäologie wird die NAA vor allem zur Herkunftsbestimmung von Rohmaterialien, insbesondere zum Vergleich von Keramikprodukten mit lokalen Tonlagerstätten, eingesetzt.

## Neutronenaktivierungsanalyse mit gepulsten 14 MeV Neutronen zur Charakterisierung radioaktiver Abfälle
Die Produktkontrolle radioaktiver Abfälle stellt eine besondere Herausforderung dar. Radioaktive Abfallprodukte werden in der Regel verbrannt, verpresst und anschließend in 200-Liter-Stahlfässern in zementierter Form konditioniert. Die gängige Methode der Produktkontrolle umfasst eine rein radiologische Messung von Radionukliden mittels sogenannten Gamma-Scannern. Nicht-radioaktive Stoffe und Elemente können auf diese Weise nicht erfasst werden. Um nicht-radioaktive und chemotoxische Elemente zu erfassen und mit den Einlagerungsbedinungen des entsprechenden Endlagers abgleichen zu können, wird klassischerweise eine Bohrkernentnahme mit anschließender nasschemischer Analyse vollzogen. Dies bedeutet neben radioaktiven Sekundärabfällen auch eine Strahlenexposition für das Betriebs- und Analysepersonal. Des Weiteren ist die Bohrkernentnahme nicht repräsentativ, insbesondere für stark heterogene, stoffliche Zusammensetzungen. Vor diesem Hintergrund wurde am Forschungszentrum in Jülich im Jahr 2007 ein Forschungsprogramm auf den Weg gebracht, um eine zerstörungsfreie, repräsentative Analysemethode für radioaktive und nicht-radioaktive Stoffe und Elemente zu entwickeln. Diese Methode basiert auf der Neutronenaktivierungsanalyse mit gepulsten 14 MeV Neutronen. Im Gegensatz zur klassischen Neutronenaktivierungsanalyse mit thermischen Neutronen (E=25 meV Neutronen), die zumeist aus einem Reaktor extrahiert werden, eröffnet die Verwendung von schnellen Neutronen (E=14 MeV Neutronen) neue Möglichkeiten in der stofflichen Charakterisierung von klein- und großvolumigen Proben. Die Eindringtiefe von schnellen Neutronen in Materie ist gegenüber thermischen Neutronen aufgrund der geringeren Wechselwirkungswahrscheinlichkeit deutlich höher. Die stoffliche Charakterisierung ist insbesondere für die Produktkontrolle von radioaktiven Abfällen interessant. Gleichwohl kann dieses Verfahren sowohl als PGAA, INAA oder als DNAA bei großvolumigen Proben (Schüttgütern, Industrieprodukten etc.) angewandt werden.
Erste Erfolge bei der qualitativen und quantitativen Charakterisierung von homogenen 25l und 50l Beton-Proben konnten mittels einer gepulsten 14 MeV Neutronenquelle (Neutronengenerator) in Kombination mit der PGAA erzielt werden.
Für die qualitative und quantitative Charakterisierung von großvolumigen homogenen Betonproben (200l Betonproben) zur stofflichen Charakterisierung radioaktiver Abfälle in 200l Fässern, können ebenfalls gepulste 14 MeV Neutronen in Kombination mit der PGAA erfolgreich verwendet werden. Diese Methode erlaubt es zudem, lokal konzentrierte Elemente (Cadmium-Blech) in homogenen, großvolumigen Betonproben zu identifizieren und zu quantifizieren.
Im Zusammenhang mit der Charakterisierung von radioaktiven Abfällen mittels der Neutronenaktivierungsanalyse konnten weitere Fortschritte erzielt werden. So ist es möglich, heterogene radioaktive Abfälle, aus einer Mischung aus Beton und Polyethylen, mittels gepulsten 14 MeV und der Kombination aus PGAA und DNAA qualitativ und quantitativ zu charakterisieren. Die gepulste Neutronenemission mittels eines Neutronengenerators ermöglicht zudem eine zeitaufgelöste Aufnahme von prompten und verzögerten Gammaspektren, aus der beispielsweise die Sterberate (sog. Die-Away Time) von thermischen Neutronen abgeleitet werden kann. Diese Methode erlaubt zudem für heterogene Mischproben aus Beton und Polyethylen die Identifikation und Quantifizierung von lokal konzentrierten Elementen wie beispielsweise eines Cadmium-Blechs.